# NGC 3831
NGC 3831 est une vaste galaxie lenticulaire située dans la constellation de la Coupe. NGC 3831 a été découverte par l'astronome britannique John Herschel en 1828.

## Caractéristiques

### Distance
Sa vitesse par rapport au fond diffus cosmologique est de 5 630 ± 52 km/s, ce qui correspond à une distance de Hubble de 83,0 ± 5,9 Mpc (∼271 millions d'al).
À ce jour, une mesure non basée sur le décalage vers le rouge (redshift) donne une distance d'environ 49,200 Mpc (∼160 millions d'al). Cette valeur est loin à l'extérieur des valeurs de la distance de Hubble.

### Galaxie de Seyfert
NGC 3831 est une galaxie active de type Seyfert 2.

## Paire de galaxies?
Les distances des galaxies PGC 36416 et PGC 36393 situées à proximité sur la sphère céleste sont respectivement égales à 77,7 ± 5,5 Mpc (∼253 millions d'al) et à 79,9 ± 5,6 Mpc (∼261 millions d'al). Considérant les incertitudes de ces distances, ces trois galaxies constituent peut-être un trio de galaxies.

## Supernova
La supernova SN 2009U a été découverte dans NGC 3831 le 2 février 2009, dans le cadre du programme CHASE (CHilean Automatic Supernova sEarch) par  G. Pignata, J. Maza, M. Hamuy, R. Antezana, L. Gonzalez, P. Gonzalez, P. Lopez, S. Silva, G. Folatelli, D. Iturra, R. Cartier, F. Forster, et S. Marchi de l'université du Chili, par B. Conuel de l'université Wesleyenne ainsi que  par D. Reichart, K. Ivarsen, A. Crain, D. Foster, M. Nysewander et A. LaCluyze de l'université de Caroline du Nord le 2 février 2009. Cette supernova était de type Ia-pec.